# Женщины и компьютерные игры

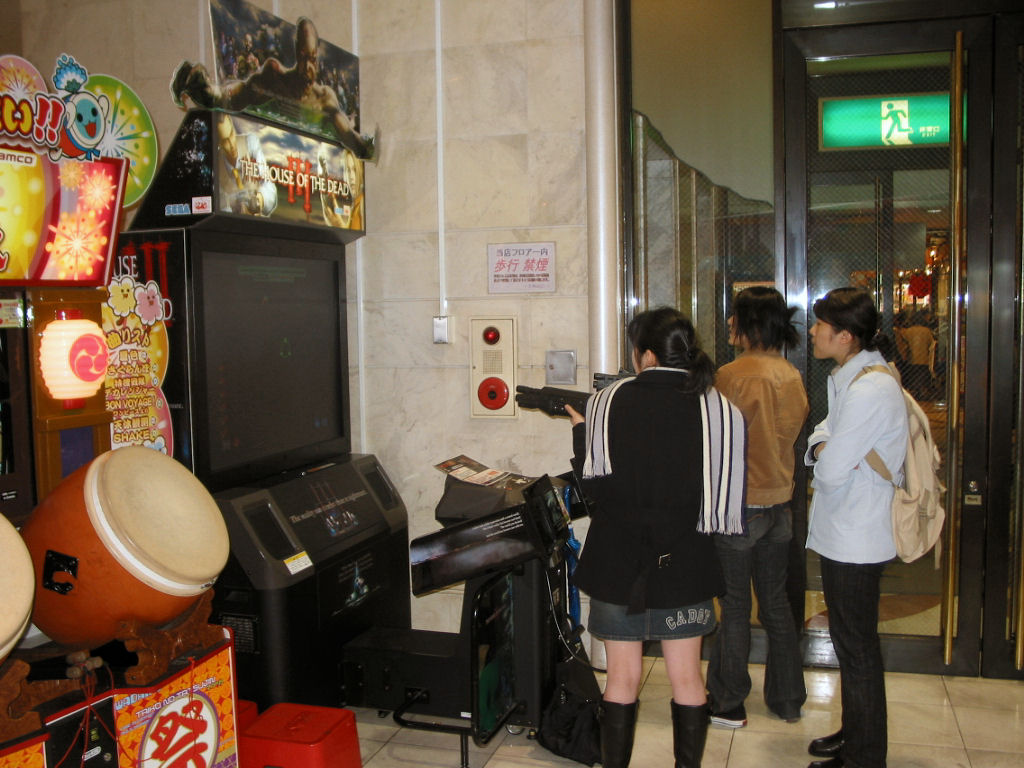
Женщины, играющие в видеоигру, Япония

Демографическое распределение игроков, в частности присутствие женщин в игровой среде становилось объектом изучения учёных, социологов и корпораций начиная с 1990-х годов. В 80-е годы, на заре существования индустрии интерактивных развлечений, женщины были слабо представлены в качестве игроков и в игровых сообществах, одновременно наблюдался постепенный рост женской аудитории, и начиная с 2010-х годов доля женщин игроков уже начала составлять около половины игровой аудитории в целом. Также было выявлено, что если мужчины-игроки любят спорт, гонки, быстрый экшен, стратегии, сражения и разрушения, женщины-игроки, наоборот, стараются избегать игры с насилием, предпочитая исследовать окружающее пространство, проходить сюжетную линию, развивать виртуальные отношения, заниматься созданием чего-либо или дизайном.
По состоянию на 2015—2018 годы, основная игровая индустрия по-прежнему ориентирована на мужскую игровую аудиторию и ассоциируется с мужским развлечением. Исключение составляют такие франшизы, как The Sims и Myst, которые являются явными примерами высокобюджетных игр, которым удалось нацелиться главным образом на женскую аудиторию. Одновременно данные франшизы становились самыми продаваемыми в истории компьютерных игр. Среди женщин пользуются популярностью и другие игры, например Bejeweled, «Тетрис», Just Dance, Final Fantasy, Little Big Planet, SingStar и другие.
Несмотря на то, что женщины остаются самой быстро растущей игровой аудиторией и на середину 2010-х годов составляют почти половину среди всех игроков, интересы женщин чаще всего сла́бо или никак не учитываются в высокобюджетных компьютерных играх, также к этой социальной группе имеет место враждебное отношение в игровых сообществах. Современные игровые форумы и чаты в онлайн-играх бьют рекорды по количеству оскорблений и онлайн-домогательств в адрес игроков-женщин, что вынуждает их часто притворяться мужчинами. Это делает женщин-игроков крупной и одновременно самой порицаемой и недопредставленной частью игрового сообщества. Тем не менее дальнейшее создание большего количества игр с учётом интересов игроков-женщин и дальнейший рост женской аудитории предполагает в будущем изменение отношения к женщинам в играх в сторону более терпимого.
Рост присутствия женщин в игровой индустрии также происходит в основном за счёт популяризации игр на мобильных платформах. Так, 70 % женщин от 18 до 34 лет предпочитают играть на мобильных платформах, и чаще всего в казуальные игры.

## Демографическое распределение

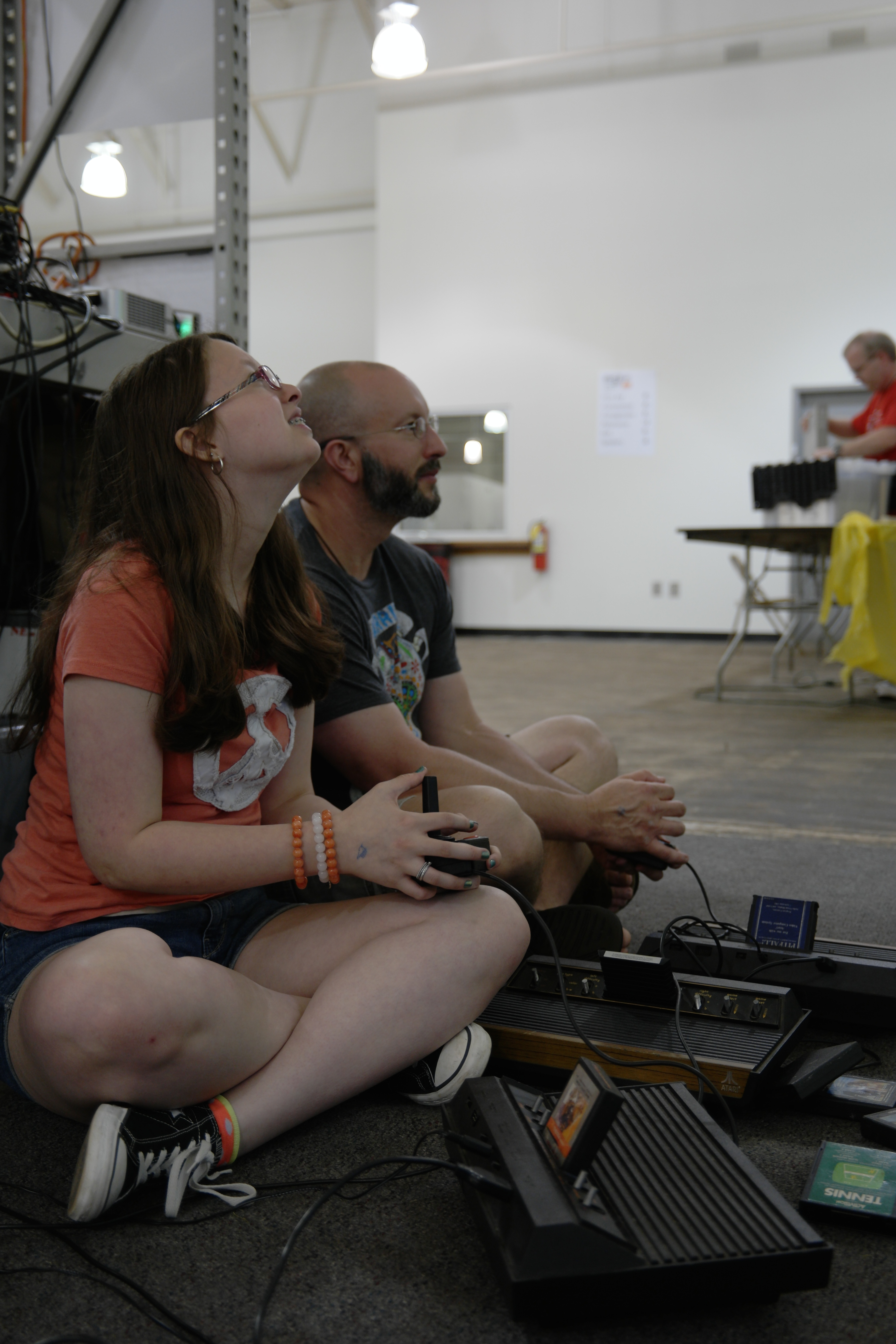
Девушка играет в Atari 2600

В 1980-е годы основная игровая аудитория состояла из мальчиков и мужчин. Так, в 1982 году социолог Сидней Каплэн выявил, что среди игроков аркадных игр доля женщин составляла 20 %. Доля игроков-женщин в таких популярных играх, как Omega Race (1981) и Defender (1980) составляла 5 % и 10 % соответственно, но в то же время в таких играх, как Centipede и Donkey Kong, женщинами была половина игроков. В 1983 году в исследовании игровой аудитории аркадных игр было выявлено, что на каждые 8 игроков-мужчин приходилось 3 игрока-женщины. По проведённому в 1988 году исследованию журнала Playthings доля женщин среди игроков составляла 21 %, а среди пользователей платформы NES в США — 27 %.
Доля женщин-игроков, представленных в компьютерных играх была в XX веке значительно ниже, чем мужская, тем не менее переломный момент наступил в конце 90-x и начале 2000-х годов, когда за пять лет доля игроков-женщин увеличилась во много раз из-за интереса к онлайн-играм и из-за так называемого «феномена The Sims». Увеличение доли женщин продолжалось вплоть до 2010-х годов. Так, если в США по данным на 2010 год доля женщин-игроков составляла 40 %, то к 2014 году она возросла до 48 %. И по состоянию на 2014 год доля женщин и мужчин в США игроков соответствовала пропорции демографии населения. Но тем не менее, в это время всё ещё доминирует мнение, что игроки компьютерных игр — это в основном мужчины.
В 2008 году исследовательский центр Pew провёл опрос среди подростков и выявил, что среди тех, кто назвал себя геймерами доля мальчиков составляла 65 % и 35 % среди девочек. При этом чем младше были дети, тем чаще они называли себя геймерами. Исследование выявило, что взрослые мужчины предпочитают чаще женщин играть в консольные игры. Что касается остальных платформ, то каких-либо предпочтений по признаку пола не было выявлено. В это время доля женщин, играющих в консольные игры, продолжала расти. Так, в 2013 году компания Nintendo выяснила, что половина пользователей её приставки были женщинами. Помимо этого, в 2015 году центр Pew выявил, что доля женщин в США, владеющих консолями (42 %) стала выше, чем мужчин (37 %). При этом существует такая тенденция, что среди людей-игроков старше 45 лет, не входящего в поколение геймеров, доля женщин возрастает и на 2013 год составила 61 %.
В 2015 году, в ходе исследований организацией UKIE было выявлено, что доля женщин-игроков составляла 42 %.
| Страна или регион  | Исследование | Соотношение на 2012 год (% женщин и мужчин) | Соотношение на 2013 год (% женщин и мужчин) | Соотношение на 2016 год (% женщин и мужчин) |
| ------------------ | ------------ | ------------------------------------------- | ------------------------------------------- | ------------------------------------------- |
| Австралия          | IGEA         | 47 : 53                                     | Нет данных                                  | 47 : 53                                     |
| Канада             | ESAC         | 46 : 54                                     | 46 : 54                                     | 49 : 51                                     |
| Китай              | 17173        | Нет данных                                  | 27 : 73                                     | Нет данных                                  |
| Япония             | 17173        | Нет данных                                  | 66 : 34                                     | Нет данных                                  |
| Южная Корея        | 17173        | Нет данных                                  | 37 : 63                                     | Нет данных                                  |
| Новая Зеландия     | IGEA         | 46 : 54                                     | Нет данных                                  | 46 : 54                                     |
| США                | ESA          | 47 : 53                                     | 45 : 55                                     | 41 : 59                                     |
| Европа             | ISFE         | 45 : 55                                     | Нет данных                                  | Нет данных                                  |
| Австрия            | ISFE         | 44 : 56                                     | Нет данных                                  | Нет данных                                  |
| Бельгия            | ISFE         | 46 : 54                                     | Нет данных                                  | Нет данных                                  |
| Чешская Республика | ISFE         | 44 : 56                                     | Нет данных                                  | Нет данных                                  |
| Дания              | ISFE         | 42 : 58                                     | Нет данных                                  | Нет данных                                  |
| Финляндия          | ISFE         | 49 : 51                                     | Нет данных                                  | Нет данных                                  |
| Франция            | ISFE         | 47 : 53                                     | Нет данных                                  | 52 : 48                                     |
| Германия           | ISFE         | 44 : 56                                     | Нет данных                                  | 49 : 51                                     |
| Великобритания     | ISFE         | 46 : 54                                     | Нет данных                                  | 42 : 58                                     |
| Италия             | ISFE         | 48 : 52                                     | Нет данных                                  | Нет данных                                  |
| Голландия          | ISFE         | 46 : 54                                     | Нет данных                                  | Нет данных                                  |
| Норвегия           | ISFE         | 46 : 54                                     | Нет данных                                  | Нет данных                                  |
| Польша             | ISFE         | 44 : 56                                     | Нет данных                                  | Нет данных                                  |
| Португалия         | ISFE         | 43 : 57                                     | Нет данных                                  | Нет данных                                  |
| Испания            | ISFE         | 44 : 56                                     | Нет данных                                  | 45 : 55                                     |
| Швеция             | ISFE         | 47 : 53                                     | Нет данных                                  | Нет данных                                  |
| Швейцария          | ISFE         | 44 : 56                                     | Нет данных                                  | Нет данных                                  |

### Отожествление себя с геймером
Несмотря на то, что по статистике на 2015 год 48 % женщин США играют в компьютерные игры, из них только 6 % причисляют себя к геймерам, в то время, как среди мужчин эта доля составляет 15 %. Среди людей в возрасте от 18 до 29 лет эта доля выше и составляет 9 % для женщин и 33 % для мужчин. Половина женщин-игроков США причисляют себя к хардкорным игрокам. Согласно исследованиям EEDAR около 60 % женщин-игроков предпочитают играть в мобильные игры и 63 % данных женщин играют в многопользовательские онлайн-игры.
При этом было замечено, что женщины-игроки, даже постоянно играющие в компьютерные игры, предпочитают не идентифицировать себя с геймерами из-за укреплённой ассоциации слова «геймер» с атмосферой мизогинии внутри мужского игрового сообщества, также свою роль сыграли консерваторы, продвигающие образ «геймера», как мужчину с зависимостью и социальными отклонениями.
Внутри игрового сообщества женщины, играющие постоянно в компьютерные игры, называются «girl gamer» (с англ. — «девчонки-геймеры»), при этом слово имеет унизительную коннотацию, предполагающую, что это стереотипный образ женщины, как гиперсексуальной и легкомысленной девочки, которая слабо разбирается в играх и вторгается в игровые сообщества с целью привлечения мужского внимания. Данное слово может использоваться даже как оскорбление с целью обесценить женщину-игрока как личность. При этом такие стереотипы о женщинах-игроках являются отражением изображения женщин в компьютерных играх. Многие игроки-мужчины отрицают или неохотно принимают тот факт, что женщины-игроки — это разнообразная группа людей, объединённая общим половым признаком, а не стереотип. Многие женщины-игроки и ряд критиков считают данное слово оскорбительным. Одновременно негативное продвижение стереотипов о женщинах-игроках внутри игрового сообщества отражает продвижения негативного стереотипа о сообществе в целом.
Из-за слабого представления женщин-игроков, как класса в игровом сообществе, входящие в игровое сообщество женщины-игроки, чтобы заслужить доверие остальных игроков-мужчин, должны демонстрировать своё предвзятое отношение к женственности, или же пытаться соответствовать образу легкомысленной и сексуальной «девчонки-геймера». Роль в укреплении данных стереотипов играют и родители, считающие, что девочка, играющая в компьютерные игры, проявляет неестественные для себя мужские качества, в то время, как ей положено играть в барби и развивающие игры, и здесь игровая консоль рассматривается как традиционный подарок для мальчиков.
Одновременно в прогрессивных кругах слово «геймер» приобрело наоборот негативную коннотацию, как образ стереотипного игрока-мужчины, который негативно относится к любым изменениям в игровой индустрии и демографии игроков.

## Предпочтение жанров
Среди женщин и мужчин игроков явно наблюдается разница в предпочтении жанров. В 2017 году проводилось масштабное исследование 270 000 игроков в компьютерные игры разных жанров, и было выявлены жанры, которые женщины предпочитают, или наоборот, избегают.
| Жанр                             | Женщины | Мужчины | Примеры игр и выделяющиеся исключения |
| -------------------------------- | ------- | ------- | --- |
| Три в ряд                        | 69 %    | 31 %    | Candy Crush Saga, Bejeweled, Farm Heroes Saga Аудитория Candy Crush Saga на момент опроса состояла из женщин на 83 %                       |
| Симулятор жизни, симулятор фермы | 69 %    | 31 %    | The Sims, Animal Crossing, Stardew Valley                                                                                                  |
| Казуальные пазлы                 | 42 %    | 58 %    | Angry Birds, 2048, Cut the Rope |
| Атмосферное исследование         | 41 %    | 59 %    | Journey, Gone Home, Dear Esther |
| Интерактивные драмы              | 37 %    | 63 %    | The Walking Dead, The Wolf Among Us, Tales From the Borderlands                                                                            |
| Фэнтезийные MMO                  | 36 %    | 64 %    | World of Warcraft, EverQuest II, The Elder Scrolls Online                                                                                  |
| Японские ролевые игры            | 33 %    | 66 %    | Fire Emblem Fates, Bravely Default, Pokémon Sun и Moon                                                                                     |
| Западные ролевые игры            | 26 %    | 74 %    | Mass Effect 3, «Ведьмак 3: Дикая Охота», The Elder Scrolls V: Skyrim Dragon Age: Inquisition была примечательным исключением с 48 % женщин |
| Симулятор выживания roguelike    | 25 %    | 75 %    | Darkest Dungeon, FTL: Faster Than Light, Don’t Starve                                                                                      |
| Платформер                       | 25 %    | 75 %    | Ori and the Blind Forest, Rayman Legends, Super Mario                                                                                      |
| Градостроительный симулятор      | 22 %    | 78 %    | Cities: Skylines, SimCity, Tropico |
| Action/RPG                       | 20 %    | 80 %    | Diablo III, Dark Souls III, Torchlight |
| Игра-песочница                   | 18 %    | 82 %    | Minecraft, Terraria, Dwarf Fortress |
| Action-adventure                 | 18 %    | 82 %    | Uncharted, Metal Gear Solid V: The Phantom Pain, Rise of the Tomb Raider                                                                   |
| Научно-фантастические MMO        | 16 %    | 84 %    | Star Trek Online, EVE Online, Star Wars: The Old Republic была примечательным исключением с 29 % женщин                                    |
| Открытый мир                     | 14 %    | 86 %    | Far Cry 4, Grand Theft Auto V, Batman: Arkham Knight Assassin’s Creed Syndicate была примечательным исключением с 27 % женщин              |
| Пошаговая стратегия              | 11 %    | 89 %    | Civilization V, XCOM 2, Endless Legend |
| MOBA                             | 10 %    | 90 %    | League of Legends, Heroes of the Storm, Dota 2                                                                                             |
| Глобальная стратегия             | 7 %     | 93 %    | Europa Universalis IV, Crusader Kings II, Stellaris                                                                                        |
| Шутер от первого лица            | 7 %     | 93 %    | Call of Duty: Black Ops III, Counter-Strike: Global Offensive, Team Fortress 2                                                             |
| Гоночная игра                    | 6 %     | 94 %    | Need For Speed, Gran Turismo, Forza Mario Kart Tour была примечательным исключением с 40 % женщин                                          |
| Тактический шутер                | 4 %     | 96 %    | Squad, Arma 3, Tom Clancy’s Rainbow Six Siege                                                                                              |
| Спортивный симулятор             | 2 %     | 98 %    | FIFA, NBA 2K, Madden NFL |

Если мужчины-игроки предпочитают быстрые игры и поединки, то женщины-игроки предпочитают вещи, связанные с общением внутри игры, развитием персонажей, отношений и сюжетной линии. Женщины в общем предпочитают ролевые игры шутерам от первого лица. Профессор Стенфордского университета Томас Малоне провёл исследование, в рамках которого отдельно разработал несколько версий компьютерных игр с игровыми механиками дартс и компьтерный аналог виселицы, где на 10 школьниках 5-х классов выяснил, что парни предпочитают первую игру, а девушки вторую.
Способ игры также разнится в зависимости от пола игрока, это особенно заметно в таких нелинейных играх, как Grand Theft Auto. Было замечено, что женщины стараются избегать игр с насилием и предпочитают развивать сюжеты, истории, или создавать что-то в играх, например, в The Sims или Civilization. Только 11 % опрошенных женщин-игроков в 2006 году предпочитали хардкорные игры, но 56 % предпочитали игры, завязанные на социальных взаимоотношениях. В 2013 году журнал Variety провёл исследование и выяснил, что из всех женщин-игроков только 30 % играют в игры с насилием, самими популярными играми из которых были Call of Duty и Grand Theft Auto. Женщины в целом предпочитают играть более короткими, но частыми игровыми сеансами и склонны больше эмоционально привязываться к персонажам и истории в игре. Им наоборот не нравятся игры, где требуется концентрироваться на прохождении многочасовой миссии. Большой популярностью у игроков-женщин пользовались фэнтезийно-приключенческие MMMORPG, такие, как, например, World of Warcraft и Second Life. В сравнении с мужчинами, женщины, играющие в MMORPG предпочитают выбирать персонажей класса поддержки, которые помогают другим членам команды, лечат их и тому подобное, но при этом сами не атакуют оппонентов. Также женщины посвящают больше внимания социальным отношениям, нежели достижениям целей. Акцент на социализации играет важную роль для женщин-игроков — исследования журнала Journal of Communication в 2009 году выявило, что 61 % игроков-женщин MMORPG заводили романтического партнёра в сравнении с 24 % игроками-мужчинами.
Согласно исследованиям организации Quantic Foundry, проведённому в 2016 году, пол влияет мотивы в игре. Если мужчины предпочитают насилие, азарт, соревнование и стратегии, то женщины предпочитают выполнять задачи, собирать коллекции, исследовать виртуальный мир и заниматься созданием чего-либо.
| Способ игры       | Описание                                                                     | Женщина | Мужчина |
| ----------------- | ---------------------------------------------------------------------------- | ------- | ------- |
| Завершение задачи | Завершать все задания, находить все коллекционные предметы и скрытые локации | 17 %    | 10 %    |
| Фэнтези           | Погружение и исследование окружающего пространства                           | 16 %    | 09 %    |
| Дизайн            | Выражение себя, строительство или изменение внешности каких либо объектов    | 15 %    | 06 %    |
| Общение           | Социализация и общение с другими                                             | 10 %    | 09 %    |
| История           | Развитое повествования, хорошо проработанные персонажи                       | 09 %    | 06 %    |
| Разрушение        | Взрыв вещей, разрушение                                                      | 08 %    | 12 %    |
| Исследование      | Спрашивать «что если», поиск новых результатов                               | 07 %    | 06 %    |
| Соревнование      | Соревнование с другими игроками                                              | 05 %    | 14 %    |
| Стратегия         | Продумывание стратегии и принятие решений, распределение ресурсов и целей    | 05 %    | 08 %    |
| Сила              | Прокачивание силы персонажа, собирая лучшие предметы                         | 04 %    | 06 %    |
| Азарт             | Экшен, острые ощущения, быстро развивающийся геймплей                        | 03 %    | 06 %    |
| Задания           | Осуществление личных навыков и умений, требующих практики                    | 03 %    | 07 %    |

Изначально все игры и реклама к ним создавались как гендерно нейтральные, но после того, как игровая индустрия начала восстанавливаться после кризиса 1983 года, игровой рынок переориентировался на молодую мужскую аудиторию. В результате многие высокобюджетные компьютерные игры стали создаваться для мужской аудитории. Исключениями являются игры таких серий, как The Sims и Myst, ориентированные на женскую аудиторию и которым удалось стать хитами и одновременно выглядеть «белыми воронами» на фоне остальных компьютерных игр.
Айан Богост, геймдизайнер и академик компьютерных игр считает, что важной причиной фактического отсутствия компьютерных игр для женщин заключается в том, что команды разработчиков, состоящие из мужчин, в основном не способны создать подходящую с женской точки зрения игру, даже если студия и предпринимает попытки по созданию такой игры, её, скорее всего, будет ждать провал. В результате причина провала скидывается на проблему охвата женской аудитории и стереотип, что «девочки не играют в компьютерные игры», однако разработчики зачастую игнорируют факт того, что причиной провала игры могли стать её низкие качество и не реиграбельность, особенно учитывая факт того, что на подобные проекты выделяются небольшие бюджетные деньги из-за страха риска возможного провала. В то время, как исследование рынка важно для создания удачной игры, но рынок не должен быть поводом для полного отказа от создания игр, которые нравятся женщинам. Яркой тому пример — история создания первой части The Sims, её идейный вдохновитель в течение семи лет добивался финансирования разработки «симулятора жизни», проект же буксовал по причине того, что коллеги по работе были уверенны в том, что игру с отсутствием элементов насилия или гонок при любом раскладе ждёт провал. Из-за скромно выделенного бюджета на создание на момент своего выпуска обладала весьма устаревшей графикой, но в итоге The Sims получила феноменальный успех, который стал неожиданностью, и никто из маркетологов не предположил, что игра с симуляцией жизни и возможностью создавать дома найдёт свою широкую аудиторию девушек и девочек. Сам создатель игры Уилл Райт считал, не существует некой «волшебной формулы» по привлечению женской аудитории, по его мнению, ответ лежит в участии женщин в разработке видеоигры, которые лучше всего смогут понять потребности игроков-женщин. Сам Райт, следуя данному правилу требовал наличия как минимум 40 % женщин в команде разработчиков игр The Sims.

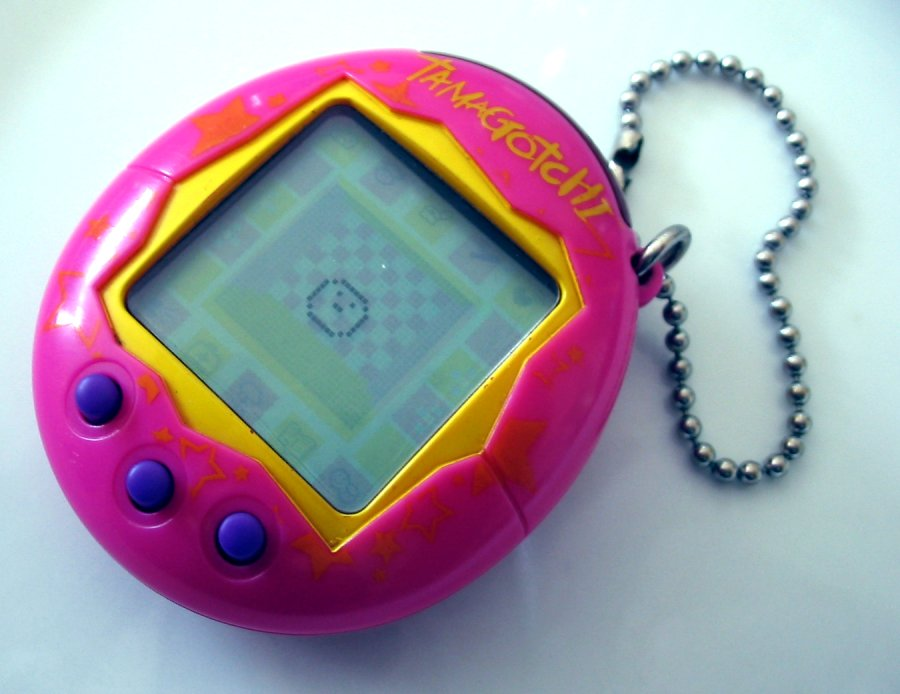
На западе Тамагочи рассматривали как игру для девочек

Существует мнение, что маркетинговые исследования часто искажаются участниками исследования. Например, исследование игроков-мужчин поколения беби-бум выявило у них отвращение к насилию — на этом основании можно было сделать неправильный вывод, что эти люди не любят шутеры. Такие же проблемы неправильных выводов могут быть связаны с исследованиями, ориентированными на женщин.
Один из подходов разработчиков представляет собой попытку понять, чего хотят девочки в игре во время наблюдения за тем, как те играют в игру. Ранние игры, ориентированные на девочек, создавались тематически связанными с игрушками, мультипликацией и литературой, ориентированными на девочек, как например Barbie, The Baby-Sitters Club и Нэнси Дрю, оставляя такие жанры, как спорт, гонки, ролевые игры и шутеры от первого лица для мальчиков. Ситуация начала меняться с ростом предпринимательского феминизма и изобретения концепции игр, «созданных женщинами для девочек». Так, компании с женщинами во главе и в составе разработчиков — Her Interactive, Silicon Sisters и Purple Moon начали создавать игры, ориентированные на женщин с социологическим, социальным уклоном и учитывая базовые различия того, что хотят видеть девочки и мальчики в компьютерных играх. Движение по расширению существующего рынка игр с целью включения женщин и дальнейшее создание гендерно-нейтральных игр встретило свою широкую поддержку, критики указывали на то, что женщины-игроки, особенно старшего возраста, предпочитают нейтральные с гендерной точки зрения игры, такие, как например «Тетрис», Carmen Sandiego или King’s Quest.
Во время изучения игровой аудитории в интернет-кафе Южной Кореи было замечено увеличение доли женщин-игроков, публично играющих в такие игры, как Lineage, в то время как в других азиатских странах такое остаётся редкостью. В азиатских странах, в частности в Японии, наблюдается значительно больший охват женской игровой аудитории, а разница в предпочтении разных жанров мужчинами и женщинами не такая явная, как на Западе[уточнить]. Например, такая популярная игра, как Тамагочи, в Японии рассматривается как гендерно нейтральная, в то время, как на Западе игру принято считать ориентированной на девочек. Одновременно изменения в демографической ситуации игроков в одной стране может повлиять и на демографию игроков других стран. Так, рост игроков-женщин Lineage в Южной Корее привёл к аналогичному росту женщин-игроков Lineage в Тайване и позже в материковом Китае. Это, как правило, страны, где очень популярны массовые онлайновые игры, и где родители, как правило, устанавливают более строгие ограничения дочерям играть в компьютерные игры.

## Игры, популярные у женщин
Женщины-игроки предпочитают играть на мобильных платформах. Такие жанры игр, как «три в ряд» и симуляторы, где необходимо расширять ферму, заповедник, город и прочее пространство, добывая и производя ресурсы пользуются популярностью в основном у женщин. Также популярностью у женщин пользуются игры, посвящённые изучению окружающего пространства и казуальные игры. Например это игры серии The Sims, Animal Crossing, Harvest Moon или Zoo Tycoon. Женщины составляют как минимум половину от игровой аудитории данных игр. При этом любые игры с насилием и соперничеством наоборот отпугивают их.
Самая популярные и высокобюджетные игры, ориентированные на женскую аудиторию — игры Myst и симуляторы серии The Sims. При этом сообщество любителей The Sims достаточно велико, чтобы считаться альтернативным «женским» игровым сообществом. Также большой популярностью пользуется франшиза Animal Crossing, многие женщины специально покупали портативные устройства ради данных игр. Помимо прочего, исследования показывают, что браузерные игры в социальных сетях в целом собирают гораздо больше женщин-игроков, чем мужчин, а сами жанры данных игр — строительство, гринд и онлайн-общение в целом ориентированно на удовлетворение интересов женский части аудитории.
Ролевые игры с элементами фэнтези и научной фантастики как правило не популярны среди игроков-женщин, при этом возможность выбирать управляемого персонажа женского пола и возможность развивать отношения с не игровыми персонажами заметно привлекает женскую аудиторию. Например игровая аудитория Star Wars: The Old Republic на 29 % состояла из женщин, в игре Assassin’s Creed Syndicate доля женщин-игроков составляла 27 % в сравнении с 14 % с играми аналогичного жанра, но без возможности играть за женского персонажа. Доля женщин-игроков в игре Dragon Age: Inquisition достигала 48 %, хотя доля женщин-игроков в играх такого жанра как правило не достигает 26 %. Inquisition можно считать ярким примером достижения гендерного равенства игроков, но точная причина такой популярности игры среди женщин ещё до конца не ясна. Она связывается с возможностью создавать женского персонажа, заводить романтические связи с мужскими персонажами и исследовать окружающее пространство. Также популярностью у женских игроков пользуются игры серии Final Fantasy. Данные игры примечательны тем, что изображают персонажей обоих полов в образах сексуальных объектов, а не только женщин.
Прочие игры, пользующиеся популярностью у женщин — Animal Crossing, Super Smash Bros., новое поколение игр Tomb Raider, Candy Crush Saga и LittleBigPlanet.

## Игровые навыки
Важный аспект, негативно влияющий на заинтересованность в компьютерных играх, это сложность управления, требующего, как правило, умение пользоваться горячими клавишами и контроллером, где у женщин обычно мало или нет опыта. Замечено, что если игра предлагает обучение, то это быстрее вовлекает женщин в игру, а выпуск таких контроллеров, как например Wii Remote, Kinect, повлияли на увеличение доли женщин-игроков консольных игр. Эта тенденция продолжалась благодаря выпуску контроллеров к приставке Wii. В общем наблюдается тенденция, что игровые навыки женщин в среднем несколько ниже, чем у мужчин, однако это никак не является показателем влияния пола на интеллект. Женщины, играющие в «традиционно мужские» и массовые многопользовательские игры показывают такой же, как и мужчины, уровень навыка управления.

## Женщины в киберспорте
Лучшие женщины-игроки таких игр, как Counter-Strike, Dead or Alive 4 и StarCraft II принимают участие в женских кибертурнирах. Одна из самых известных участниц Саша Хостин (трансгендерная женщина) получила известность во время открытых отборочных турниров IGN ProLeague 4, где одержала победу над лучшими корейскими игроками. Она известна тем, что является одной из немногих не корейских игроков, способной дать серьёзный отпор мужским корейским игрокам.
Игра Street Fighter X Tekken отличилась своим полным отсутствием женщин в игровом сообществе. Известный геймер ArisBakhtanians оправдал это тем, что «оскорбления и сексуальные домогательства женщин-игроков являются частью культуры сообщества боевых игр, и если их запретить, то это уже не будет сообществом боевых игр». Позднее игрок извинился за свой комментарий.
В 2014 году организаторы турнира Hearthstone в Финляндии подверглись критике за то, что разрешали проходить регистрацию только игрокам-мужчинам. Победитель турнира рисковал вылететь, если это была женщина. Данная новость вызвала ажиотаж и шквал критики на Западе, а IeSF, корейский организатор киберспорта поспешил снять ограничение для женщин для всех своих последующих турниров.
В декабре 2015 года Кайла «Squizzy» Скуайерс стала первой женщиной-игроком и профессионалом игры Call of Duty, получив в мировой лиге Call of Duty.
Игрок League of Legends Мария (Сакуя) Кревелинг, тогда известная ещё, как Ремилия, или Реми, заняла первое место в серии летних соревнований 2015 года вместе со своими товарищами по команде Renegades, которые были квалифицированы на серию чемпионатов Северной Америки 2016 года (англ. NA LCS). Тем не менее, по неясным причинам она решила покинуть команду ещё до начала чемпионата, сославшись на «беспокойство и чувство собственного достоинства».
Доля женщин среди киберспорсменов составляет 5 %[когда?][где?]. Женщины-игроки массовых многопользовательских игр реже заинтересованы в киберспорте из-за устоявшегося стереотипа, что это мужской клуб. Женщины в нём рассматриваются как необычное и инородное явление. Одна из самых известных киберспортсменок Стю Харви призналась, что часто женщина в киберспорте чувствует себя чужой и не желаемой в среде киберспортсменов. Её успехи могут оспорить или обесценить, утверждая, что она продавала своё тело и сексуальность. Каждая кибеспортсменка в той или иной степени сталкивается с этим и это может становиться причиной её депрессии и мыслей, что ей стоит покинуть киберспорт. Лидер одной из лучших киберспортивных женских команд в мире Юлия Кайрен призналась, что в среде киберспорта распространено мнение, что женские команды — это не настоящая сцена. Мужчины рассматривают женщин-игроков, как побочных, чьи достижения не стоит учитывать. Создание соревнований только для женщин являлось попыткой решения вышеописанной проблемы, чтобы достижения игроков-женщин учитывались отдельно. Тем не менее, критики данной идеи считают, что отдельные турниры для женщин только укрепляют гендерные предрассудки, не позволяя учится игрокам обоих полов привыкать работать вместе. Призовые деньги, на женских турнирах достигают[когда?][где?] 200 000 долларов, а на турнирах в которых отсутствуют гендерные требования — 2 500 000 долларов. Такая разница может способствовать тому, что женщины будут меньше заинтересованы в киберспорте, а женские кибертурниры будут оставаться менее привлекательными для спонсоров.

## Отношение к женщинам-игрокам со стороны мужчин-игроков
Отношение к женщинам внутри игрового сообщества в общем можно охарактеризовать, как проблемное. Для игровых сообществ вполне обыденно оставлять в адрес женщин комментарии оскорбительного характера, отправлять в их сторону такие комментарии, «как твоё место на кухне» и другие стереотипные кличи. В худшем случае женщина может получить в свой адрес угрозы изнасилования, убийства или преследования. Женщины-игроки могут становиться жертвами онлайн-преследования или даже в реальной жизни. Было выявлено, что именно в игровых сообществах и чатах онлайн-игр женщины получают рекордное количество оскорблений по признаку пола и становятся жертвами онлайн-домогательств. Это может губительно сказываться на психическом состоянии игрока-женщины и также отталкивает огромное количество женщин от онлайн-игр или они предпочитают притворяться мужчинами, что в результате делает статистики полового распределения игроков искажёнными и недостоверными. В разных интервью женщины рассказывали, что стараются молчать во время голосовых чатов, или же искусственно менять голос на «не женский», чтобы получать меньше оскорблений в свой адрес и не слушать требования дать свой номер телефон или показать интимные фотографии. В среднем человек с женским голосом получает в три раза чаще оскорбительные комментарии. В более уязвимом положении оказываются женщины, не принадлежащие к европойдной расе, так как сексисткие оскорбления и шутки в их адрес преумножаются расистскими. В этой ситуации цветные женщины — игроки часто стремятся не только скрыть свой пол, но и расовую принадлежность.
Многие мужчины воспринимают игровые сообщества как «безопасные мужские территории», где женщины выступают вторженцами, так как играть в игры для них не принято. Исключением остаются сообщества, несвязанные с The Sims, музыкальными и казуальными играми. Одновременно продвижение идеи «агрессии и мужественности» приводит к тому, что игровые сообщества игнорируют игры с отсутствием или недостатком насилия и убийств, называя их девичьими с подтекстом «недостойными». В результате женщины сталкиваются с более агрессивным поведением со стороны пользователей, особенно во время соревнований. Это затрагивает не только женщин-игроков, но и журналисток и разработчиц игр, даже если их пригласили на конференцию компьютерных игр. Данная тенденция началась с выпуском игр для NES, которая начала продвигать рекламу игр, как ориентированных только на мужскую аудиторию. В 1980-х годах, реклама перестала изображать женщин-игроков, а только моделей для обложки. Одновременно игровая индустрия начала продвигать в играх образ гиперсексуальных женщин. Разработчицы, предлагающие модели женских персонажей не в сексуализированном виде, получали отказы и даже подвергались моббингу и домогательствам со стороны коллег-мужчин.
Негативное влияние на отношение к игрокам-женщинам оказывает само изображение женских персонажей в компьютерных играх, которые представлены идеальными и гиперсексуальными. Университет Западного Побережья провёл исследования 86 женщин, играющих в игры в виртуальной реальности. Они выявили, что те женщины, которые выбирали наиболее «сексуальных» женских аватаров, верили в то, что сексуальные домогательства — это миф, или что в насилии виноваты сами жертвы и придерживались стереотипов, что женщина призвана удовлетворять мужчин. Другие исследования затрагивали группы студентов, которым показывали изображения с гиперсексуальными женскими персонажами из видео-игр. Группа, которой демонстрировали изображения согласно опросу высказывала своё более положительное отношение к сексуальным домогательствам, чем группа студентов, не видевшая изображения. Также результат выявил, что мужчина, играющий периодически в видео-игры имел более предвзятое отношение к женщинам.
Наиболее частым оскорблениям женщины подвергаются в онлайн-играх. Согласно данным Riot Games, женщины остаётся излюбленным объектом оскорблений со стороны игроков-мужчин. Так, в 2012 году в Университете Огайо проходило исследование, где один и тот же человек играл в онлайн-игру Halo 3 с мужским и женским профилями по очереди. Так было выявлено, что с женским профилем человек получал в среднем три раза больше критических и оскорбительных комментариев и голосовых сообщений. Даже приглашение в команду с женским профилем сопровождалось оскорблениями в адрес игрока. При этом была замечена такая тенденция, что к хамствам были склонны мужские игроки с низким уровнем навыка и прокачивания персонажа. Таким образом принижение игроков-женщин являлась способом повысить свой статус на низком уровне «иерархии».

## Женщины в игровой индустрии
В 1989 году доля разработчиц в игровой индустрии составляла всего 3 %. Согласно опросу на сайте Gamasutra, в 2014 году разработчицы в США получали в среднем 86 % относительно зарплаты мужчины-разработчика. Тот же показатель для должности геймдизайнера составил 96 %, а для тех, кто озвучивают персонажей, процент оказался 68 % от зарплаты мужчины.
Следующая таблица демонстрирует долю разработчиц по странам и в разные года.
| Страна         | Год  | Процент |
| -------------- | ---- | ------- |
| Япония         | 2010 | 12.8 %  |
| Канада         | 2005 | 10-15 % |
| Австралия      | 2010 | >10 %   |
| США            | 2005 | 11.5 %  |
| Великобритания | 2009 | 4 %     |

Имеется ряд причин малого присутствия женщин-разработчиков от того, что образование программирования и геймдизайна мужчины предпочитают получать чаще. Кроме того, важную роль играют работодатели-мужчины, которые часто предпочитают нанимать в качестве разработчиков мужчин, придерживаясь мнения, что они могут быть более амбициозными вне зависимости от качества резюме. Многие женщины боятся работать в мужских коллективах в страхе терпеть на себе домогательства. Данные факторы отбрасывают множество талантливых женщин-специалистов, которые могли бы оказать влияние на игровую индустрию. Существуют правозащитные организации и ассоциации, помогающие женщинам попасть в ряды разработчиков, ставящих целью достижения баланса в этом аспекте. Они также помогают женщинам преодолевать предубеждения, что разработка программ и игра не работа для женщин, и помогают молодым девушкам поступать в высшие учебные заведения, чтобы те учились программированию.
Считается, что слабое присутствие женщин в среде разработчиков играет ключевую роль в том, что компьютерные игры плохо или никак не ориентируются на женскую аудиторию. Профессором Кэрри Хитер из Мичиганского государственного университета был проведён массовый опрос среди девочек, какие им игры больше или меньше всего нравятся. Хитер и её коллеги обнаружили, что девочки явно предпочитали игры, в разработке которых участвовали женщины, при том что как правило они не знали о том, кто разрабатывал эти игры. Возникает своего рода замкнутый круг, в котором разработчики-мужчины создают игры для мужчин-игроков, часть из которых в будущем начнёт заниматься разработкой игр, дальше создавая игры для мужчин. Разработчики-мужчины при попытке понять запросы женщин стремятся создать игры, воспроизводящие гендерные стереотипы, например игры за домохозяек, вместо того, чтобы понять и учесть более фундаментальные интересы у женских игроков (например неприятие насилия, любовь к творческому самовыражению и т. д.). Примером такой игры можно считать Desperate Housewives: The Game, где центральной темой выступает домохозяйство, сплетни и заговоры. После очередного провала, делаются выводы что женщинам в принципе не интересны компьютерные игры. Ошибочность этого рассуждения доказывает например феноменальный успех игр серии The Sims. При этом вопреки законам клонирования в игровой индустрии, на рынке не стали появляться многочисленные жанровые клоны, а точнее ни одного жанрового клона, что только подтверждало тезис о фундаментальном непонимании разработчиков игр запросов у женских игроков из-за полового барьера. При этом было замечено, что высокая доля разработчиц приходилась на игры с сюжетным уклоном и прописыванием персонажей, например в играх серии Гарри Поттер. Одновременно эти игры пользовались большой популярностью у девочек-игроков, также высокая доля разработчиц наблюдается в командах, создающих игры в альтернативной реальности.

## Стримы
Присутствие женщин-стримеров сопровождается рядом серьёзных проблем. Когда такие площадки, как YouTube и Twitch стали набирать большую популярность среди стримеров, то в них начали участвовать и женщины.
Тем не менее, женщина-стример рискует сталкиваться с оскорблениями или комментариями по поводу внешности. Например, стример под ником Geneviève рассказала, что очень часто её чат забит дискуссией о её внешности. Geneviève приходится постоянно отвлекать чат и припоминать, что они пришли наблюдать за игрой.
Изображение гиперсексуального образа является залогом мгновенного успеха женщины стримера и большого количества доната в её адрес, чем и пользуются некоторые женщины. Многие мужские стримеры и игроки ставят знак равенства между данными женщинами и успешными женщинами стримерами в целом и формируют к ним в общем предвзятое отношение. Было замечено, что по этой же причине многие женщины не решаются становиться стримерами, или из-за предубеждения того, что стрим подразумевает участие в игровом сообществе, которое является исключительно мужской территорией, поощряющей мужественность.

## Гендерное неравенство
Изображение женщин в компьютерных играх как объектов сексуального желания и фактическое отсутствие учёта интереса женщин-игроков приводит к достаточно нетерпимому отношению к женщинам как классу игроков, в том числе среди профессиональных геймеров. Впервые споры на данную тему поднялись в 2012 году, когда женщины-разработчики под хэштегом «#1reasonwhy» рассказывали истории из своей жизни, как мужчины-разработчики не желали принимать образы недостаточно сексуальных женских персонажей, игнорировали просьбы и интересы женской части фанатов своих игр, а также что женщины-разработчики подвергаются домогательствам со стороны коллег и получают меньшую зарплату на таких же должностях, что и их коллеги-мужчины.
Что касается элементов игрового дизайна, то если такие элементы игры как игровой процесс, механика и аналогичные функции обычно гендерно нейтральные, то элементы, касающиеся сюжета и персонажей как правило ориентированны строго на мужскую аудиторию. В частности, если игра представляет собой способ погружения в фантазию и бегства от жизни, когда сопоставление персонажа с собой является важным элементом. Возможность играть за персонажа своего пола и с реалистичной внешностью является залогом эмпатии к данному персонажу. Тем не менее фактом является то, что в 85 % игр предлагают играть только за мужских персонажей, а малочисленные женские персонажи до недавнего времени представали в нарочито идеальных и сексуальных образах, что отторгало интерес многих женщин к компьютерным играм. Увеличение количества героинь в и в более реалистичных образах также вызвало больший интерес женщин к компьютерным играм и увеличение их доли в аудитории. При этом считается, что стереотипное, ветреное поведение женщин в компьютерных играх и их откровенная одежда влияет многих девочек стремиться в будущем к лёгкому, ветреному поведению и носить откровенные наряды.
Несмотря на то, что часть игроков высказывает свою ненависть в адрес игроков-женщин и поддерживают гиперсексуальные образы женских персонажей, в среде игровой индустрии доля мужчин, критикующих женскую сексуализацию высоко и продолжает расти. Некоторые игроки-мужчины утверждают, что сексуализаиция применима и к мужским персонажам в компьютерных играх и также изображает идеализированный образ мужчин с сточки зрения общественных стереотипов и нет ничего плохого в том, чтобы изображать сексуальных мужских и женских персонажей. Исследования редакции журнала Journal of Broadcasting & Electronic Media показали, что женщины, много играющие в компьютерные игры практически всегда не довольны изображением женщин в них и даже могут осознанно избегать определённые жанры.
Постепенные изменения в игровой индустрии говорят в пользу того, что в будущем игры будут становится всё более гендерно нейтральными, а игровое сообщество более терпимым с женщинам. Разработчики всё больше добавляют сильных главных героинь в свои игры, в угоду запросам общества и эта тенденция увеличивается с каждым годом.